# Corryocactus dillonii
Corryocactus dillonii es una especie de planta suculenta perteneciente al género Corryocactus, dentro de la familia Cactaceae. Es endémica de Perú.

## Descripción

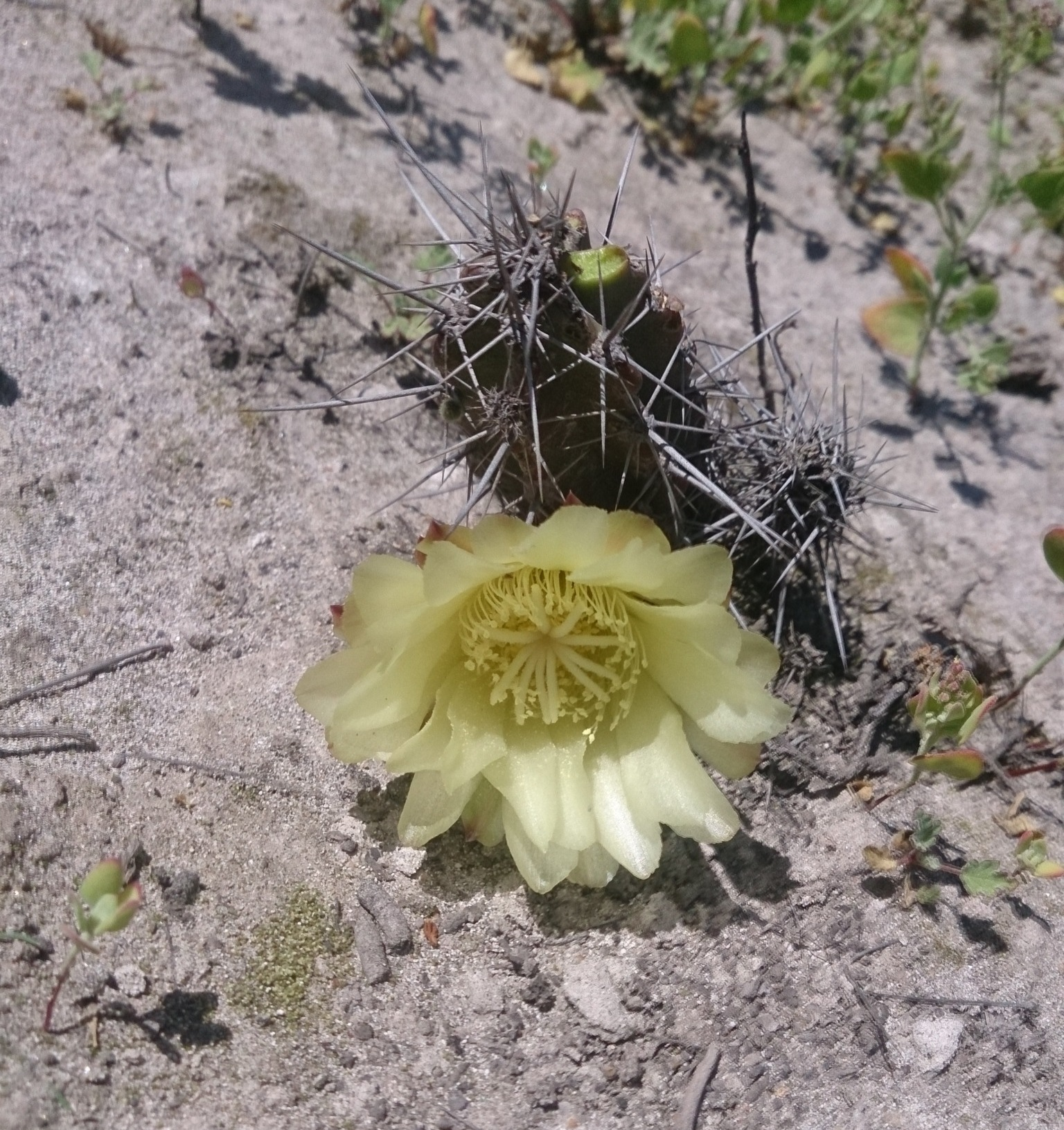
Planta en su hábitat

Corryocactus dillonii es una especie de cactus arbustivo que se ramifica desde la base (aunque raramente pueden aparecer con una o dos ramas). Los tallos son frágiles y crecen de forma erguida. Miden hasta 24 cm de alto y de 2,4 a 3,5 cm de diámetro. En época seca, su epidermis se torna de color marrón (algo violáceo), y detienen su crecimiento. Sin embargo, en época húmeda los tallos se hinchan y adquieren una coloración verde oliváceo, y es la época en la cual nacen nuevos tallos y se ramifican. Tienen una raíz en forma de rizoma de color blanco amarillento. 
Presentan de 6 a 7 costillas de 0,7 a 1,2 cm de alto, sobre las cuales se asientan las areolas. Éstas son circulares, miden de 3,1 a 3,7 mm de diámetro y están separadas unas de otras de 11,3 a 15,8 mm. Están cubiertas de fieltro que va de blanco-amarillento a gris, y cuando son jóvenes, presentan pequeñas escamas deltoides de coloración verde-violáceo. Tienen espinas rectas de color amarillo cuando son jóvenes, tornándose a gris con la edad. Entre ellas se distinguen de 1 a 3 espinas centrales de 1,8 a 3,4 cm de largo, y de 8 a 12 espinas radiales de 0,7 a 1,1 cm de longitud. 
Las flores son subterminales, diurnas y actinomorfas. Miden de 3,5 a 5,6 cm de diámetro y de 3,5 a 4,1 cm de largo. Son de color amarillo anaranjado y tienen el pericarpelo de color marrón-verdoso. Florecen al término de la época húmeda (noviembre-diciembre) y la polinización la realizan insectos (coleópteros e himenópteros).

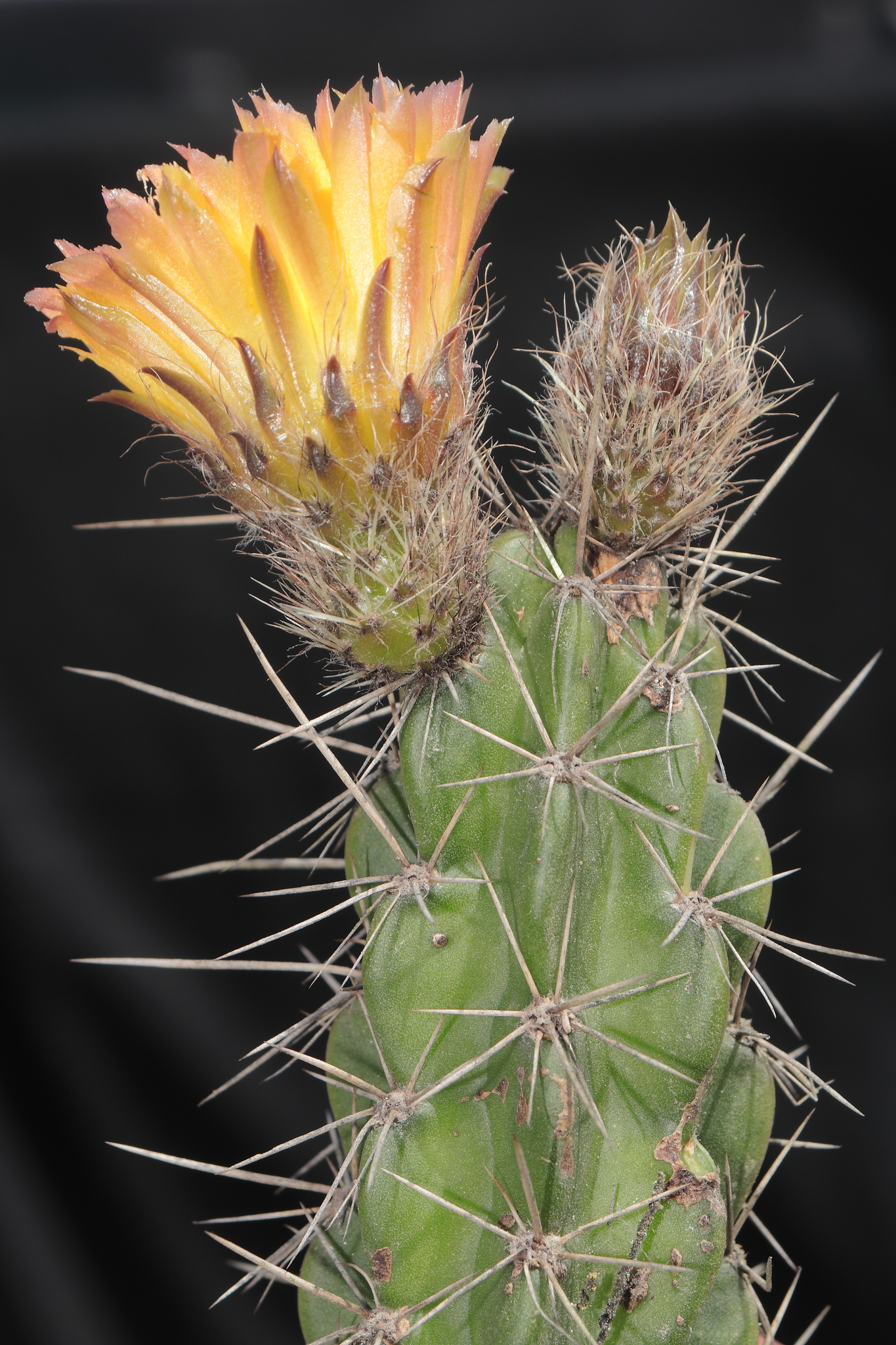
Detalle del tallo en flor

Los frutos son esféricos y de color rojizo. Tienen sabor agrio y miden hasta 2,1 cm de diámetro. En su interior contienen semillas de color marrón-oscuro, con la superficie rugosa y sin brillo. Miden de 0,77 a 0,91 mm de ancho y de 1,54 a 1,79 mm de largo.

## Distribución y hábitat
El área de distribución nativa de esta especie es Perú y crece principalmente en biomas desérticos o de matorral seco, entre los 850 y 900 metros de altitud. Se desarrolla en suelos arenosos con cierta pendiente, prefiriendo el sotavento de las lomas.

## Taxonomía
Copiapoa dillonii fue descrita por los botánicos Anthony Pauca y Victor Quipuscoa, y publicada por primera vez en la revista científica Arnaldoa 22: 315 en el año 2015.

Etimología
- Corryocactus: nombre genérico otorgado en honor a Thomas Avery Corry (1862-1942), quien como ingeniero de la compañía ferroviaria peruana Ferrocarril del Sur, ayudó a descubrir las plantas. De hecho, las primeras tres especies conocidas del género crecían cerca de la recién construida vía férrea. Además, la terminación cactus es un término latino que alude a las plantas del género Cactaceae.
- dillonii: epíteto específico otorgado en honor al Dr. Michael Owen Dillon, un investigador asociado del Field Museum de Chicago (Estados Unidos) que hizo un gran aporte en el estudio taxonómico de la flora de Perú y Chile.[3]

## Estado de conservación
Las principales amenazas que sufre la especie se deben a la sequía, el sobrepastoreo y la explotación de recursos naturales.

## Usos
Se cultiva principalmente como planta ornamental y su propagación se realiza a través de esquejes o semillas.